# رئیس ستاد ارتش هند
رئیس ستاد ارتش هند (انگلیسی: Chief of the Army Staff) بالاترین جایگاه در ارتش هند است، که فرماندهی بر نیروی زمینی هند را برعهده دارد. در حال حاضر ارتشبد اوپندرا دویودی به‌عنوان رئیس ستاد ارتش هند فعالیت می‌کند.